# Índice de Alford
El índice de Alford, en ocasiones denominado índice de voto de clase, es un indicador demoscópico que mide la especificidad del voto de la clase obrera en relación con la clase media y la clase alta. Fue definido en 1963 por el investigador epónimo Robert Alford en la obra Party and Society.

## Formulación
El índice se define como la sustracción del porcentaje de personas que realizan un trabajo no manual y que votan a partidos de izquierda respecto del porcentaje de personas con un trabajo manual que votan a partidos de izquierda.
Robert Alford, Party and Society, Rand McNally, 1963, p. 79-80.

Se puede entonces formular: índice de Alford = (porcentaje de obreros que votan a la izquierda) - (porcentaje de no obreros que votan a la izquierda).
Para comprender este índice, nótese que será máximo si todos los obreros votan a la izquierda (100 %) y todos los no obreros votan a la derecha (y, por tanto, ninguno a la izquierda, es decir, el 0 %), por lo que el índice será de 100 (100 - 0) puntos porcentuales.
Inversamente, si los obreros y los no obreros votan a la izquierda en la misma proporción, el índice será de cero, lo que representa, según este indicador, la ausencia de voto de clase. Finalmente, el índice puede ser negativo en caso de voto de clase inverso. 